# كولد بريفيلد (باكينجهامشير)
كولد بريفيلد (بالإنجليزية: Cold Brayfield)‏ هي قرية وأبرشية مدنية تقع في المملكة المتحدة في إنجلترا. يقدر عدد سكانها بـ 75 نسمة .